# Kiko da Silva
Francisco Javier Da Silva Irago, conocido artísticamente como Kiko da Silva, es un historietista, ilustrador y director editorial español, nacido en Vigo, Pontevedra, en 1979, dinamizador impenitente de la escena de su región.

## Trayectoria
Kiko da Silva, con sólo 16 años, publicó su primer libro ilustrado y comenzó a trabajar como humorista gráfico en el periódico "La Voz de Galicia". Un año después, fue galardonado con el premio Ourense de Banda Deseñada al mejor autor aficionado. 
A partir de 1998 se dedicó también a la ilustración infantil: Cuando Martiño tuvo ganas de mear en la Noche de Reyes,La memoria de los árboles, Moncho y la Mancha, Ratón de Campo y ratón de Ciudad, Que contan as ovellas para durmir? etc.  
Se licenció en la Facultad de Bellas Artes de Pontevedra en la especialidad de pintura por la Universidad de Vigo. 
En 2001 Fundó junto al librero Cano Paz la revista "BD Banda", que ha dirigido desde entonces.
En 2002 comenzó la serie Fiz nos biosbardos en Golfiño, suplemento infantil de "La Voz de Galicia". También escribió Moncho y la mancha (2002).
En 2004, empezó a colaborar con Ediciones El Jueves, primero en la revista infantil "Mister K" y luego esporádicamente en "El Jueves".
En octubre de 2007 lanzó la revista satírica en gallego Retranca. También inició la serie Mario el becario para la revista "Capital".
En abril de 2010 obtuvo una beca de 6.000 euros por parte de la Fundación Arte y Derecho que le permitió afrontar la realización de su primera novela gráfica, Inspirada en la novela O xardín das pedras flotantes de Manuel Lourenzo González.

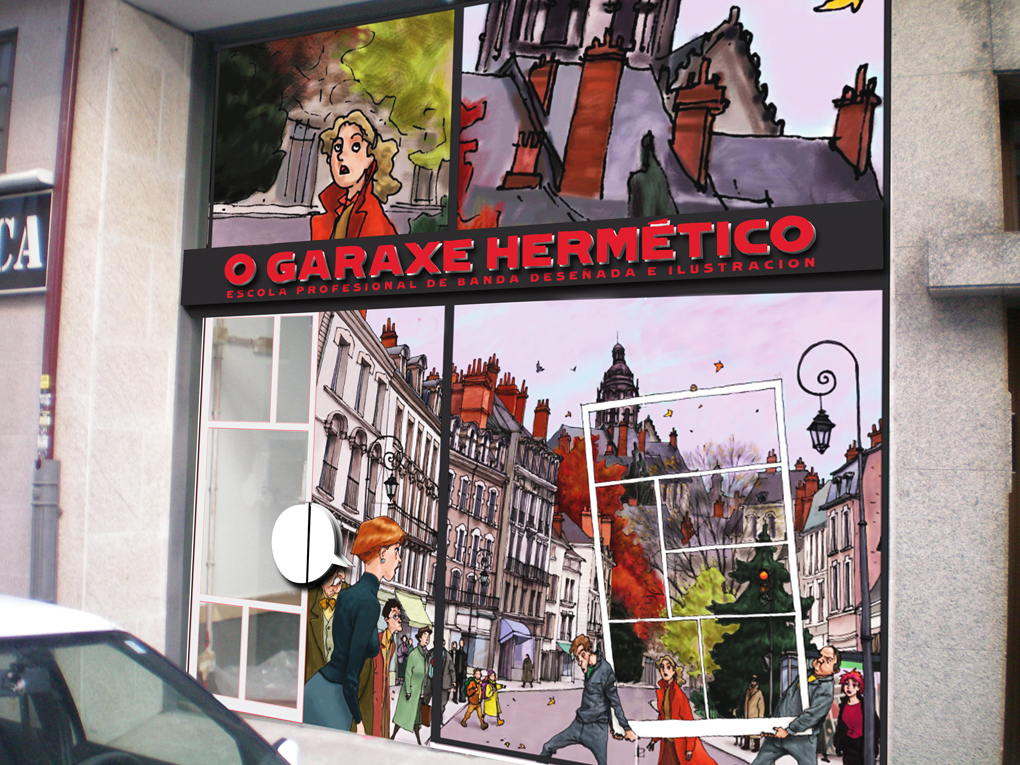
O Garaxe Hermético, escuela profesional de cómic e ilustración

En marzo de 2012 crea en Pontevedra la primera escuela profesional de cómic e ilustración de Galicia: "O Garaxe Hermético", con profesores de la talla de Miguelanxo Prado, Fernando Iglesias (KOHELL), Fran Bueno Capeáns, Miguel Porto y el propio Kiko da Silva.
En agosto de 2017 es invitado en el XX Festival Internacional "Viñetas desde o Atlántico" en La Coruña, en la que hace una exposición con un sorprendente montaje, sobre toda su trayectoria en el cómic y en la ilustración.
Ese mes también erá el encargado de hacer la Portada del Suplemento Babelia de El País, sobre  el Siglo de Oro del cómic Español, con un espectacular póster en el que Da Silva imita el estilo de más de 50 autores españoles.
Ese mismo año publica FIZ, Curso de Cómic, en Dibbuks. Un curioso curso de cómic en forma de historieta.
En octubre de 2017, publica en la revista El Viajero de El País, el prólogo de BAJO LA SOMBRA DE LAS PIEDRAS FLOTANTES"